# Agrilus notoclavus
Agrilus notoclavus é uma espécie de inseto do género Agrilus, família Buprestidae, ordem Coleoptera.
Foi descrita cientificamente por Jendek, no ano 2000.